# بیلی مور
بیلی مور (به انگلیسی: Billy Moore) بازیکن فوتبال زادهٔ ۶ اکتبر ۱۸۹۴ اهل کشور انگلستان بود که سابقهٔ بازی در تیم ملی فوتبال انگلستان را در کارنامهٔ خود دارد. وی در تاریخ ۲۴ مه ۱۹۲۳ تنها بازی ملی خود را در مقابل تیم ملی فوتبال سوئد انجام داد.
این بازیکن توانسته در این بازی ملی، ۲ گل به ثمر برساند.